# Kye Rowles
 Kye Francis Rowles (Kiama, 24 de junho de 1998) é um futebolista australiano que atua como zagueiro. Atualmente joga pelo D.C. United.

## Carreira no clube

### Brisbane Roar
Em maio de 2016, Rowles assinou seu primeiro contrato profissional com o Brisbane Roar. Rowles fez sua estreia pelo Roar na derrota para o Ulsan Hyundai na Liga dos Campeões da AFC em 28 de fevereiro de 2017. 

### Central Coast Mariners
Rowles assinou com o Central Coast Mariners um contrato de um ano em junho de 2017. Ele fez sua estreia na Mariners 'A-League em 18 de novembro de 2017, após uma lesão de Josh Rose, na derrota para o Adelaide United.

### Heart of Midlothian
Em 9 de junho de 2022, Rowles se juntou ao Heart of Midlothian, da Scottish Premiership, por um valor não revelado e assinou um contrato de três anos. Em 16 de janeiro de 2023, após boas apresentações Copa do Mundo FIFA de 2022com a Austrália, Rowles assinou uma extensão de contrato de cinco anos até 2028.

## Carreira internacional
Rowles foi convocado para a seleção australiana sub-17 para a Copa do Mundo FIFA Sub-17 de 2015.
Em novembro de 2020, Rowles foi convocado para a seleção australiana sub-23 para amistosos contra times da A-League. Em junho de 2021, Rowles foi convocado novamente para a equipe para disputar as Olimpíadas de 2020.
Rowles fez sua estreia pela seleção australiana em 1º de junho de 2022 contra Jordânia em um amistoso, na qual a Austrália venceu por 2–1.
Rowles foi convocado para a Copa do Mundo FIFA de 2022 no Catar.

## Títulos
Austrália sub-20
- Campeonato Juvenil Sub-19 da AFF: 2016[11]